# Allium psebaicum
Allium psebaicum är en amaryllisväxtart som beskrevs av A.D. Mikheev. Allium psebaicum ingår i släktet lökar, och familjen amaryllisväxter. Inga underarter finns listade i Catalogue of Life.